# イヴァン・ラキティッチ
イヴァン・ラキティッチ（Ivan Rakitić、1988年3月10日 - ）は、スイス・アールガウ州ラインフェルデン出身の元サッカー選手。元クロアチア代表。現役時代のポジションはミッドフィールダー。
スイスのFCバーゼルからプロキャリアをスタートさせ、その後、ドイツのシャルケ04を経てスペインのセビージャFCに移籍。2014年にFCバルセロナと契約すると、2014-15シーズンには豊富な運動量を武器にチームの3冠達成の中心人物となった。6年後にセビージャへの復帰とサウジアラビアのアル・シャバブに短期間所属した後、母国のHNKハイドゥク・スプリトに戻った。
代表選手としてはユーゴスラビア出身の両親のもとスイスで生まれたため、主にスイスのユース代表としてプレーしたが、A代表レベルではクロアチア代表を選択。クロアチア代表としてはルカ・モドリッチと共にクロアチアの中盤を担い、2018 FIFAワールドカップではチームを準優勝に導いた。2020年9月に代表から引退するまで106試合に出場し、代表引退当時クロアチア代表の歴史の中で4番目に多くの出場キャップ数を持つ選手だった。

## クラブ経歴

### 生い立ち
父親はクロアチア・ブロド＝ポサヴィナ郡・シキレヴツィ出身であり、母親はボスニア系クロアチア人である。彼らは1990年代にクロアチア紛争が勃発する前にスイスに移住し、イヴァンはスイス・アールガウ州・ラインフェルデンに生まれた。7歳の時にFCバーゼルの下部組織に入団し、16歳の時に西欧のクラブから注目を集めた。

### FCバーゼル
2005年9月29日、UEFAカップのNKシロキ・ブリイェグ戦（アウェー）でトップチームデビューし、2006年4月15日のヌーシャテル・ザマックス戦（アウェー）でスイス・スーパーリーグ初出場を果たした。2005-06シーズンはトップチームでこの2試合にしか出場しなかったが、2006-07シーズンにはレギュラーとしての地位を確立し、リーグ戦33試合に出場して11得点を挙げた。同シーズンのリーグ若手最優秀選手に選ばれ、FCザンクト・ガレン戦でのゴールが年間最優秀ゴールに選ばれた。

### シャルケ04
2007年6月22日、ドイツ・ブンデスリーガのシャルケ04に移籍し、ガラタサライSKに移籍したブラジル人MFリンコウンの代役を任された。7月21日のDFLリーガポカール・カールスルーエSC戦でデビューし、8月5日のDFBポカール1回戦・SVアイントラハト・トリーア戦（9-0）で移籍後初得点を挙げた。8月10日のリーグ開幕戦・VfBシュトゥットガルト戦では後半途中から出場し、その7分後にリーグ初得点を決めて前年度王者相手に2-2の引き分けに持ち込んでいる。9月15日、バイエルン・ミュンヘン戦（1-1）ではチーム唯一の得点を挙げて勝ち点獲得に貢献し、バイエルン戦の3日後のバレンシアCF戦（ホーム、1-0）でUEFAチャンピオンズリーグ初出場を果たすと、ホームでのチェルシーFC戦などで活躍を見せ、グループリーグ2位で決勝トーナメントに進出した。夜遊びして練習をすっぽかし、ローゼンボリBK戦の招集メンバーから外れたが、決勝トーナメント1回戦のFCポルト戦の勝利によるクラブ初のベスト8進出に貢献した。足首の怪我で準々決勝のFCバルセロナ戦は2戦とも欠場せざるを得ず、約1ヶ月の間戦線離脱した。復帰後のVfLボーフム戦(3-0)では1得点2アシストの活躍を見せ、2008-09シーズンのUEFAチャンピオンズリーグ出場権を得られるリーグ戦3位以内を確定させた。翌週のアイントラハト・フランクフルト戦でも良好なコンディションを継続し、ムラデン・クルスタイッチの決勝点をアシストした。移籍初年度の2007-08シーズンはリーグ戦29試合に出場して3得点10アシストを記録した。

### セビージャFC
2011年1月28日、移籍金150万ユーロでリーガ・エスパニョーラのセビージャFCと4年半の契約を交わした。2月6日のマラガCF戦でデビュー。移籍3試合目のエルクレスCF戦でリーガ初ゴールをマークした。以後も度々ゴールを重ね、12試合5得点を記録した。
2013-14シーズン開幕前に、キャプテンに任命された。シーズン序盤チームは、下位に低迷していたが、ラキティッチがボランチからトップ下へとポジションを上げて以降、チームの快進撃が始まり、前身のUEFAカップ以来7シーズンぶり3度目となるヨーロッパリーグ制覇に貢献した。リーグ戦においても、34試合に出場して自身最高となる12ゴールを記録した。

### FCバルセロナ

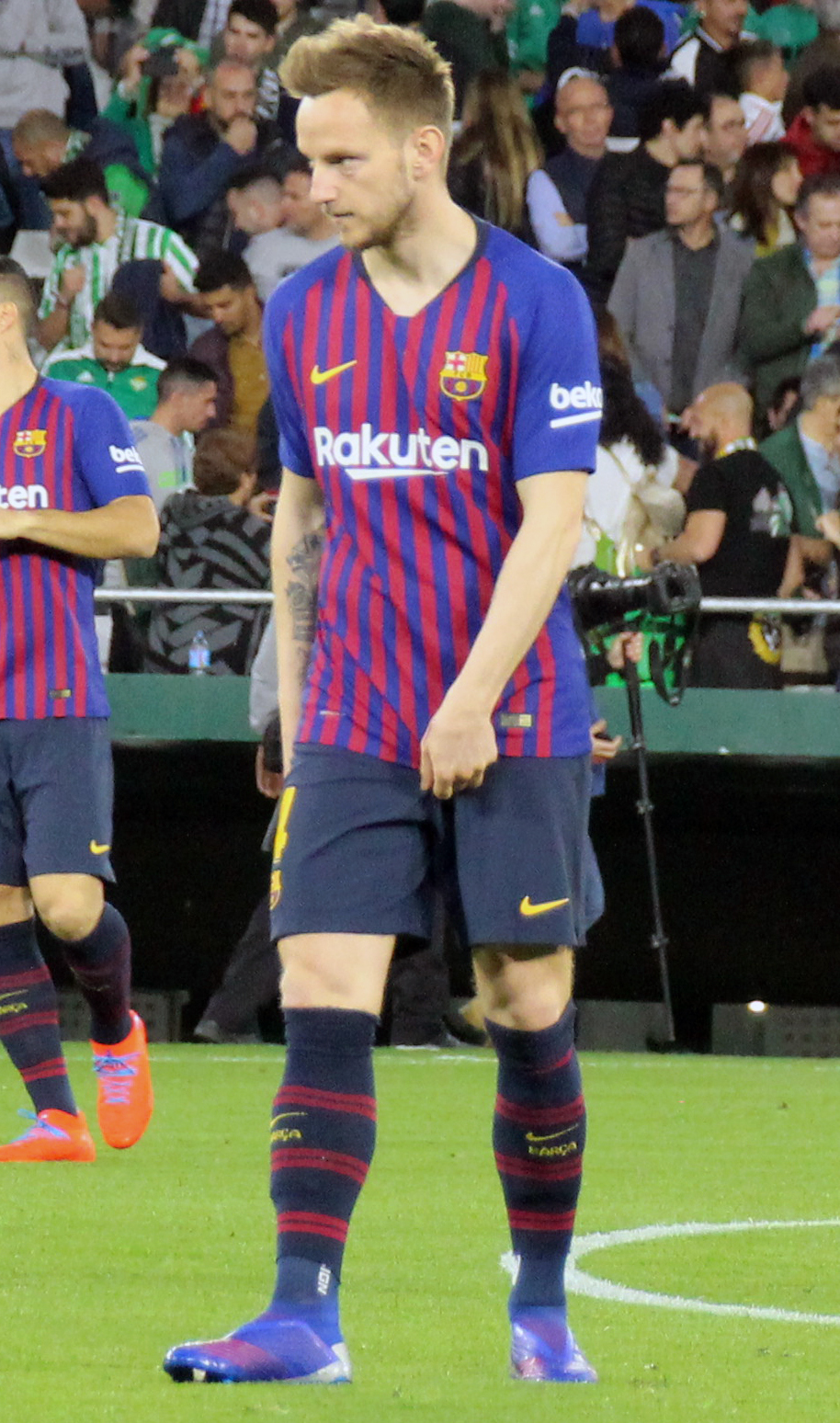
FCバルセロナでのラキティッチ（2019年）

2014年6月16日、FCバルセロナへ移籍することが発表された。背番号はセスク・ファブレガスが着用していた4番。9月21日のレバンテ戦でミドルシュートを決め、移籍後初得点を記録。早い段階でチームに馴染み、後半戦においては欠くことの出来ない主力へと定着。チームのリーグ優勝に貢献した。さらにUEFAチャンピオンズリーグ決勝のユヴェントスでは先制点を決め、クラブ通算5度目の欧州制覇にも貢献した。またCL決勝史上4番目に早いゴールとなった。
2016-17シーズン、4月23日のレアル・マドリードとのエル・クラシコではチームの2点目を決めて勝利に貢献した。2018-19シーズンは、3月2日のクラシコで決勝ゴールを決めて勝利に貢献するなど、主要メンバーとしてリーグの2連覇に貢献していたが、2019-20シーズンから大幅に出場機会が減少し、プレーイングタイムを求め本人も移籍を希望していた。バルセロナのロナルド・クーマン新監督から新シーズンのチームでは構想に入らないことを言い渡され、退団することとなった。バルセロナでは通算310試合に出場、36ゴール40アシストの成績を残した。

### セビージャFC復帰
2020年9月1日、セビージャFCと4年契約を結び、6年ぶりに復帰することが発表された。背番号は10番。加入後からチームの主力として活躍していたが、キケ・サンチェス・フローレスが監督に就任して以降は序列が低下。出場機会は大幅に減少した。

### アル・シャバブ
2024年1月30日、サウジ・プロフェッショナルリーグ・アル・シャバブへ加入することが発表された。

### ハイドゥク・スプリト
2024年7月21日、HNKハイドゥク・スプリトに移籍した。
2025年7月1日、ハイドゥクのゴンサロ・ガルシア監督は、ラキティッチが正式に選手としてのキャリアを終了し、今後クラブのアシスタントスポーツディレクターに就任すると発表した。

## 代表経歴

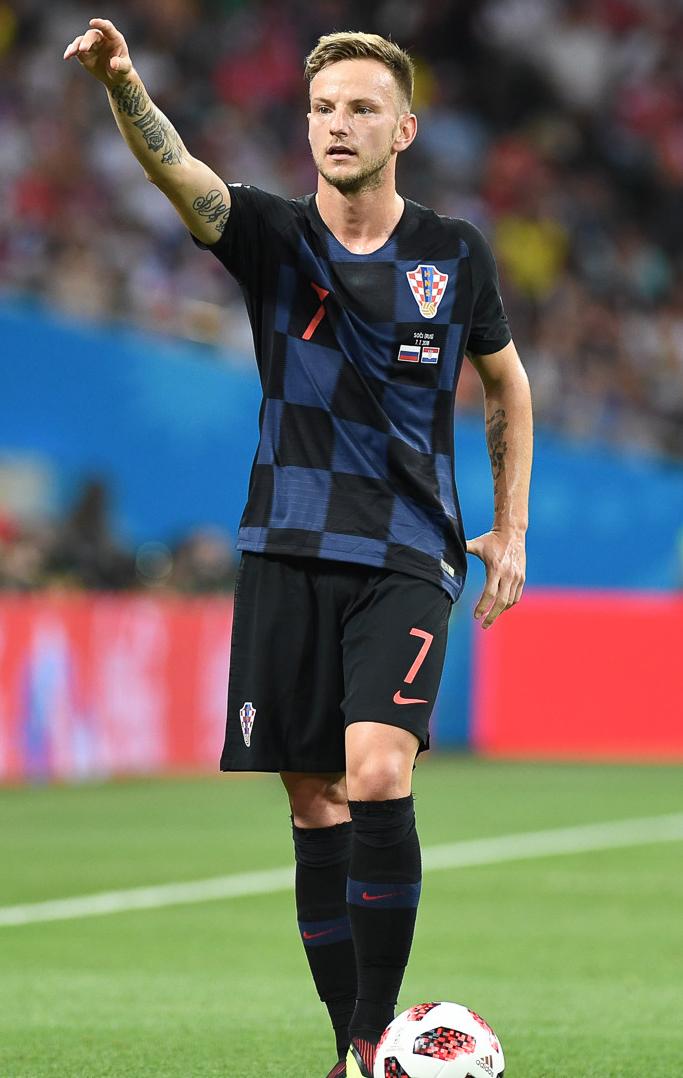
クロアチア代表でのラキティッチ（2018年）

U-17スイス代表、U-19スイス代表、U-21スイス代表に選出されていたが、2007年に自らのルーツを持つクロアチア代表を選択することを発表し、同年9月のエストニア戦でクロアチア代表デビューを果たした。2008年にはクロアチア代表としてUEFA EURO 2008に出場。
2014 FIFAワールドカップではメキシコ戦でアシストを決めたが、試合に1-3で敗れ予選敗退となった。UEFA EURO 2016ではチェコ戦でゴールを決めた。
2018 FIFAワールドカップでは、決勝トーナメントのアルゼンチン戦でゴールを決め、ベスト16のデンマーク戦ではPK戦で最後のPKを成功させ、準々決勝のロシア戦でも最後のPK戦でPKを成功させ、ルカ・モドリッチと共に準優勝の原動力となった。
2020年9月21日、クロアチアサッカー連盟からラキティッチの代表引退が発表された。

## プレースタイル
卓越したテクニック、多彩なパスによるゲームメイク能力、豊富な運動量を持つミッドフィールダー。セビージャでは絶対的な司令塔として君臨している。また、バルセロナ時代は献身的なプレーをするバイプレーヤーとして高いパフォーマンスを見せていた。長い距離を単独で持ち運べるドリブルの推進力、30～40m先のスペースに鋭く差し込むロングスルーパスを得意とし、守備時には、ボディーコンタクトの強さやピッチの幅広い範囲をカバーできる運動量、走力を兼ね備えている。

## 人物
10歳年上の兄のデヤン・ラキティッチ (Dejan Rakitić) もサッカー選手であり、FCブラック・スターズ・バーゼルなどでプレーしている。父親もサッカー選手であった。フランス語とイタリア語は使う機会がなくほとんど忘れてしまったが、ドイツ語、クロアチア語、英語、スペイン語の四カ国語を流暢に話すことができる。
『ドラゴンボール』のファンであり、2015年11月30日には試合中に撮影された髪の逆立った自身の写真とスーパーサイヤ人モードの孫悟空の画像を並べてTwitterに投稿し話題になった。翌月のFIFAクラブワールドカップ2015で来日した際には、日本人ファンから自身のネームと背番号が入った孫悟空のフィギュアをプレゼントされ、Instagramに写真を投稿し喜びを語った。

## 個人成績
2023年5月28日現在
| クラブ     | シーズン | リーグ | リーグ | カップ戦 | カップ戦 | 欧州カップ戦 | 欧州カップ戦 | その他 | その他 | 合計 | 合計 |
| クラブ     | シーズン | 試合   | 得点   | 試合     | 得点     | 試合         | 得点         | 試合   | 得点   | 試合 | 得点 |
| ---------- | -------- | ------ | ------ | -------- | -------- | ------------ | ------------ | ------ | ------ | ---- | ---- |
| バーゼル   | 2005–06  | 1      | 0      | 1        | 0        | 1            | 0            | —      | —      | 3    | 0    |
| バーゼル   | 2006–07  | 33     | 11     | 5        | 0        | 9            | 0            | —      | —      | 47   | 11   |
| バーゼル   | 通算     | 34     | 11     | 6        | 0        | 10           | 0            | —      | —      | 50   | 11   |
| シャルケ04 | 2007–08  | 29     | 3      | 3        | 1        | 7            | 0            | 3      | 0      | 42   | 4    |
| シャルケ04 | 2008–09  | 23     | 1      | 4        | 1        | 7            | 1            | —      | —      | 34   | 3    |
| シャルケ04 | 2009–10  | 29     | 7      | 4        | 0        | —            | —            | —      | —      | 33   | 7    |
| シャルケ04 | 2010–11  | 16     | 1      | 4        | 1        | 5            | 0            | 1      | 0      | 26   | 2    |
| シャルケ04 | 通算     | 97     | 12     | 19       | 3        | 19           | 1            | 4      | 0      | 136  | 16   |
| セビージャ | 2010–11  | 13     | 6      | 1        | 0        | 2            | 0            | —      | —      | 16   | 6    |
| セビージャ | 2011–12  | 36     | 0      | 3        | 1        | 0            | 0            | —      | —      | 39   | 1    |
| セビージャ | 2012–13  | 34     | 9      | 8        | 3        | —            | —            | —      | —      | 42   | 12   |
| セビージャ | 2013–14  | 34     | 12     | 0        | 0        | 18           | 3            | —      | —      | 52   | 15   |
| セビージャ | 通算     | 117    | 27     | 12       | 4        | 20           | 3            | —      | —      | 149  | 34   |
| バルセロナ | 2014–15  | 32     | 5      | 7        | 1        | 12           | 2            | —      | —      | 51   | 8    |
| バルセロナ | 2015–16  | 36     | 7      | 6        | 0        | 10           | 2            | 5      | 0      | 57   | 9    |
| バルセロナ | 2016–17  | 32     | 8      | 8        | 1        | 9            | 0            | 2      | 0      | 51   | 9    |
| バルセロナ | 2017–18  | 35     | 1      | 8        | 2        | 10           | 1            | 2      | 0      | 55   | 4    |
| バルセロナ | 2018–19  | 34     | 3      | 7        | 1        | 12           | 1            | 1      | 0      | 54   | 5    |
| バルセロナ | 2019-20  | 31     | 1      | 3        | 0        | 7            | 0            | 1      | 0      | 42   | 1    |
| バルセロナ | 通算     | 200    | 25     | 39       | 5        | 60           | 6            | 11     | 0      | 310  | 36   |
| セビージャ | 2020-21  | 37     | 4      | 4        | 2        | 8            | 2            | 1      | 0      | 50   | 8    |
| セビージャ | 2021-22  | 35     | 4      | 3        | 0        | 8            | 3            | —      | —      | 46   | 7    |
| セビージャ | 2022-23  | 31     | 1      | 5        | 1        | 14           | 0            | —      | —      | 50   | 2    |
| セビージャ | 通算     | 103    | 9      | 12       | 3        | 30           | 5            | 1      | 0      | 146  | 17   |
| 総通算     | 総通算   | 551    | 82     | 85       | 15       | 139          | 15           | 16     | 0      | 791  | 112  |

## 代表歴

### 出場大会
- クロアチア代表
  - 2008年 - UEFA EURO 2008 (ベスト8)
  - 2012年 - UEFA EURO 2012 (グループリーグ敗退)
  - 2014年 - 2014 FIFAワールドカップ (グループリーグ敗退)
  - 2016年 - UEFA EURO 2016 (ベスト16)
  - 2018年 - 2018 FIFAワールドカップ（準優勝）

### 試合数
- 国際Aマッチ 106試合 15得点（2007年-2019年）[24]

| クロアチア代表 | 国際Aマッチ | 国際Aマッチ |
| 年             | 出場        | 得点        |
| -------------- | ----------- | ----------- |
| 2007           | 5           | 1           |
| 2008           | 11          | 4           |
| 2009           | 8           | 2           |
| 2010           | 8           | 1           |
| 2011           | 6           | 0           |
| 2012           | 10          | 1           |
| 2013           | 11          | 0           |
| 2014           | 10          | 0           |
| 2015           | 6           | 1           |
| 2016           | 7           | 3           |
| 2017           | 6           | 0           |
| 2018           | 14          | 2           |
| 2019           | 4           | 0           |
| 通算           | 106         | 15          |

### 得点
| #   | 開催年月日     | 開催地                         | 対戦国       | スコア | 結果 | 試合概要                                |
| --- | -------------- | ------------------------------ | ------------ | ------ | ---- | --------------------------------------- |
| 1.  | 2007年9月12日  | アンドラ・ラ・ベリャ           | アンドラ     | 6–0    | 6–0  | UEFA EURO 2008予選                      |
| 2.  | 2008年8月20日  | マリボル                       | スロベニア   | 1–1    | 3–2  | 親善試合                                |
| 3.  | 2008年8月20日  | マリボル                       | スロベニア   | 3–2    | 3–2  | 親善試合                                |
| 4.  | 2008年10月15日 | ザグレブ                       | アンドラ     | 1–0    | 4–0  | 2010 FIFAワールドカップ・ヨーロッパ予選 |
| 5.  | 2008年10月15日 | ザグレブ                       | アンドラ     | 4–0    | 4–0  | 2010 FIFAワールドカップ・ヨーロッパ予選 |
| 6.  | 2009年2月11日  | ブカレスト                     | ルーマニア   | 1–1    | 2–1  | 親善試合                                |
| 7.  | 2009年9月5日   | ザグレブ                       | ベラルーシ   | 1–0    | 1–0  | 2010 FIFAワールドカップ・ヨーロッパ予選 |
| 8.  | 2010年5月23日  | オシエク                       | ウェールズ   | 1–0    | 2–0  | 親善試合                                |
| 9.  | 2012年10月12日 | スコピエ                       | 北マケドニア | 2–1    | 2–1  | 2014 FIFAワールドカップ・ヨーロッパ予選 |
| 10. | 2015年10月10日 | ザグレブ                       | ブルガリア   | 2–0    | 3–0  | UEFA EURO 2016予選                      |
| 11. | 2016年6月4日   | リエカ                         | サンマリノ   | 7–0    | 10–0 | 親善試合                                |
| 12. | 2016年6月17日  | サン＝テティエンヌ             | チェコ       | 2–0    | 2–2  | UEFA EURO 2016                          |
| 13. | 2016年9月5日   | ザグレブ                       | トルコ       | 1–0    | 1–1  | 2018 FIFAワールドカップ・ヨーロッパ予選 |
| 14. | 2018年3月27日  | ダラス                         | メキシコ     | 1–0    | 1–0  | 親善試合                                |
| 15. | 2018年6月21日  | ニジニ・ノヴゴロド・スタジアム | アルゼンチン | 3-0    | 3-0  | 2018 FIFAワールドカップ                 |

## タイトル

### クラブ
FCバーゼル
- スイス・カップ：1回 (2006-07)

セビージャFC
- UEFAヨーロッパリーグ：2回 (2013-14, 2022-23)

FCバルセロナ
- プリメーラ・ディビシオン：4回 (2014-15, 2015-16, 2017-18, 2018-19)
- コパ・デル・レイ：4回 (2014–15, 2015-16, 2016-17, 2017-18)
- スーペルコパ・デ・エスパーニャ：2回 (2016, 2018)
- UEFAチャンピオンズリーグ：1回 (2014-15)
- UEFAスーパーカップ：1回 (2015)
- FIFAクラブワールドカップ：1回 (2015)

### 個人
- UEFAチャンピオンズリーグベストチーム：1回 (2014-15[25])
- リーガ・エスパニョーラベストイレブン：1回（2014-15）